# Lucy Pinder
Lucy Katherine Pinder (Winchester, Hampshire, 20 de dezembro de 1983) é uma modelo britânica.

## Televisão

### Aparições na televisão
- Dream Team
- I'm Famous and Frightened!
- Soccer AM
- Bo! In The USA
- The Weakest Link
- Greatest Ever Disaster Movies
- Hotel Babylon
- Book at Bedtime with Lucy Pinder
- Nuts TV live show
- Overexposed
- Make Me A Glamour Model
- Pinder and Pearson's Late Night Love-in
- Celebrity Big Brother
- The Real Hustle Undercover, BBC3